# Caballo viejo (telenovela)
Caballo viejo es una telenovela colombiana producida por Caracol Televisión y emitida por la Cadena Dos, escrita por Bernardo Romero Pereiro y emitida a partir del 8 de febrero de 1988, protagonizada por Carlos Muñoz y Silvia de Dios.
Las grabaciones de la telenovela comenzaron el 14 de diciembre de 1987 en la Región Caribe y finalizaron el 20 de mayo de 1988 con 250 episodios producidos.

## Sinopsis
Ambientada en la región Caribe colombiana de los años 1950, en un pueblo ficticio llamado San Jerónimo de los Charcos, a orillas del río Sinú, fue grabada en el municipio de Cereté, Córdoba. Caballo viejo narra la historia del extravagante Epifanio del Cristo Martínez (Carlos Muñoz), un rico hombre cincuentón, con una rutina establecida: sus negocios entre ellos "La Oficina" (La principal tienda de víveres del pueblo), las tertulias y juegos de dominó con sus amigos Santiesteban Bonfante y Eustaquio Pinedo, cuidar a su hermana Cena, que vive en una cama (y para desplazarse tiene contratados a unos cargadores que la llevan con cama y todo a cualquier sitio).
En casa de Epifanio trabaja su fiel empleada, Sebastiana (Norma Constanza) fiel a su patrón, de quien está enamorada en silencio, mientras este coquetea con  Yadira "La Ardiente" (la bella viuda del pueblo), sin olvidar su enemistad con Reencarnación Vargas, un hombre que asegura haber vivido grandes batallas a lo largo de la historia y que en esta encarnación, culpa a Epifanio de la muerte de su padre y trata de derrotarlo, pero sus planes siempre se le devuelven.
Un día llegan a su casa sus sobrinas, Natalia y Nora Márquez (Silvia de Dios), una bella joven de quien se enamora. Contrario a lo que se espera, Nora le corresponde. Sin embargo, el rival de Epifanio es el pretendiente de la linda Nora es el joven músico Walditrudis (Yuldor Gutiérrez), quien por puro amor aceptará ser el perdedor en la conquista del corazón de la muchacha. La historia se ve complementada con Aniceto Simanca y Adrina Pérez (Costurera y chismosa del pueblo) que le informan a Reencarnación de las andadas de Epifanio, Tránsito, un empleado de Epifanio que se enamora de Natalia Márquez y Santiago "El Hermoso", un hombre de baja estatura pero de gran corazón e inocencia infantil que se convierte en la mano derecha de Epifanio. 

La vida se complica cuando Yadira usa a un peligroso contrabandista para deshacerse de Nora acusándola de contrabando y llegando a casarse con Epifanito (Hijo de Epifanio), para acercarse a su fortuna y a quién debe cuidar luego que este sufre un accidente y queda postrado en una silla de ruedas. Buscando escapar a sus sentimientos, Epifanio se casa con Victoria (la hermana de Eustaquio) a pesar de que ella ama a Epifanio pero no es correspondida y muere al poco tiempo de casarse. Hasta que un día Epifanio acude a Bogotá a hacerse unos análisis médicos que revelan que su estado de salud es muy precario y decide romper con su apacible vida en San Jerónimo. Lo malo es que Nora no está dispuesta a perder a su tío y enamorado.

## Elenco
- Carlos Muñoz ... Epifanio del Cristo Martínez
- Consuelo Luzardo ... Séfira Del Carmen Martínez "Cena Martínez"
- Silvia de Dios ... Nora Márquez
- Yúldor Gutiérrez ... Walditrudis Salgado
- María Cecilia Botero ... Yadira "La Ardiente"
- Luis Eduardo Arango ... Reencarnación Vargas (antes Encarnación Maral)
- Margalida Castro ... Adrina Pérez "La Siete lenguas"
- Carlos de la Fuente ... Aniceto Simanca
- Gustavo Londoño ... Eustaquio Pinedo
- Patricia Maldonado ... Natalia Márquez
- Gustavo Angarita ... Santiesteban Bonfante
- Carolina Trujillo ... Victoria Pinedo
- Norma Constanza ... Sebastiana Rodríguez
- Fernando Villate ... Santiago "El Hermoso" Torrentino
- Leonardo Acosta. ... Tránsito Rodríguez
- Alejandro Torres Reyes. ... Epifanito Martínez
- Julio Echeverry ... Doctor Euclides Santacruz

## Premios

### Premios India Catalina
- Mejor historia y libreto original de telenovela: Bernardo Romero Pereiro
- Mejor actriz de reparto de telenovela o serie: Consuelo Luzardo
- Mejor Ambientación: Mónica Marulanda

### Premios Simón Bolívar
- Mejor Telenovela
- Mejor Libretos: Bernardo Romero Pereiro
- Mejor Actriz: Consuelo Luzardo
- Mejor Actor: Carlos Muñoz
- Mejor Técnica

### Premios Ondas (España)
- Mejor Telenovela

### Premio Gamma
- Mejor Actriz: Consuelo Luzardo

## Otras versiones
En 1998 Venevisión hace una versión para Venezuela de esta telenovela, con el nombre de Enséñame a querer. Dirigida por Leonardo Galvis y Alberto Lamata.
El nombre y argumento de esta telenovela viene del título de una canción escrita por Simón Díaz  que es considerada un clásico de la música y ha sido versionada por grandes artistas, como Ray Connif, Julio Iglesias, Gilberto Santa Rosa, y otros.
En esta nueva versión también participó el actor Fernando Villate interpretando el mismo personaje de la novela original “Santiago el hermoso”.